# Mỹ Quý Đông
Mỹ Quý Đông là một xã thuộc huyện Đức Huệ, tỉnh Long An, Việt Nam.
Xã Mỹ Quý Đông có diện tích 39,11 km², dân số năm 1999 là 5.572 người, mật độ dân số đạt 142 người/km².